# Morinaga Milk Industry
Morinaga Milk Industry Co., Ltd. (森永乳業株式会社 Morinaga Nyūgyō Kabushiki-gaisha) er en japansk mejerikoncern, som er baseret i Tokyo. Den blev etableret 1. september 1917. Deres produkter inkluderer mælkeprodukter, drikkevarer, slik, konfekture og babymælk.